# Seit ich zuerst sie sah

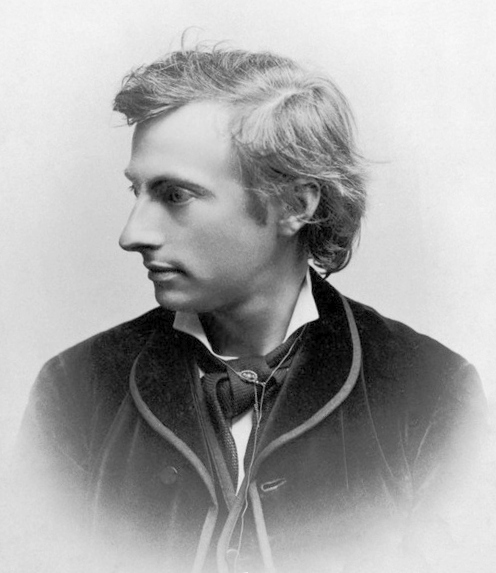
Der Autor, Karl Gjellerup, zwei Jahre vor der Publikation des Romans (Foto von 1887)

Seit ich zuerst sie sah (dänischer Originaltitel: Minna) ist ein Roman, den der spätere Literaturnobelpreisträger Karl Gjellerup 1889 im Kopenhagener Verlag P. G. Philipsen veröffentlicht hat. In deutscher Übersetzung erschien das Werk erstmals im Jahre 1897.
Der Liebesroman erzählt als Ich-Erzählung die Geschichte des dänischen Studenten Harald Fenger, der in Sachsen während einer Ferienreise die junge Dresdener Gouvernante Minna Jagemann kennen- und lieben lernt. Das Paar findet zusammen und beschließt auch zu heiraten, bis sich dann aber herausstellt, dass Minna eine „Vergangenheit“ hat und sich ihrer Partnerwahl nicht ganz sicher ist.

## Handlung

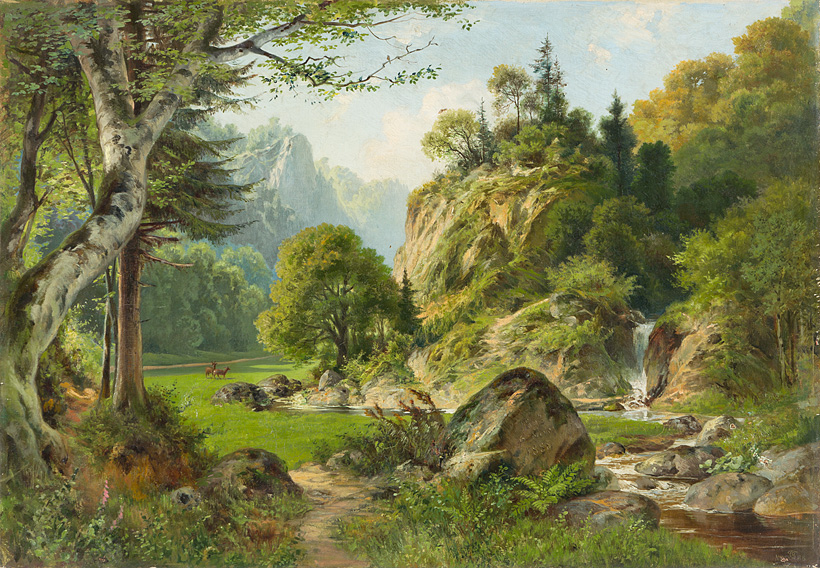
In der Sächsischen Schweiz, dem Hauptschauplatz des Romans (Ölbild von Otto Försterling, gemalt 1888, also ein Jahr vor der Veröffentlichung des Romans)

Ort der Handlung ist zunächst die Sächsische Schweiz, die Zeit die Gegenwart des Autors, also die 1880er Jahre.
Kapitel 1–5. Der junge Däne Harald Fenger studiert am Dresdener Polytechnikum und reist auf einem Elbdampfer in Richtung Rathen, wo er die Ferien verbringen möchte. An Bord begegnet er der schönen, begabten und hochintelligenten Minna Jagemann, die als Gouvernante die zwei jungen Töchter des Kammerherrn von Zedlitz zu erziehen hat und die beständig in einem dänisch-deutschen Wörterbuch liest. Harald, der sich in die junge Frau auf den ersten Blick verliebt hat, ist überglücklich, als er entdeckt, dass auch Minna, gemeinsam mit ihren Schülerinnen, den Sommer in Rathen verbringt. Per Zufall begegnet er ihr dort nämlich in der Grotte Sophienruhe. Nach und nach erfährt er, in kleinen Bruchstücken, die teils von ihr selbst, teils vom Lehrer Storch, einem gemeinsamen Bekannten, kommen, mehr über Minna. So soll sie von einem dänischen Maler, der sie hatte heiraten und in seine Heimat hatte mitnehmen wollen, sitzengelassen worden sein.
Kapitel 6–13. Nachdem Harald und Minna sich anfangs immer nur zufällig begegnen, wird ihr Kontakt regelmäßig, als sich herausstellt, dass beide mit Herrn und Frau Hertz befreundet sind, einem älteren jüdischen Ehepaar, dessen Sohn Immanuel Harald am Polytechnikum kennengelernt hatte. Harald und Minna kommen sich immer näher und während eines Waldspaziergangs kommt es auch zu einem ersten Kuss. Harald erfährt, dass es sich bei dem dänischen Maler um den ihm zufällig ebenfalls bekannten Axel Stephensen handelt, einen „lockeren Vogel“ mit wechselnden Liebschaften. Es zeigt sich, dass auch Minna – besonders nach dem Tode ihres strengen Vaters – von der Mutter in großer Freizügigkeit erzogen worden war und schon früh unbeaufsichtigt mit Männern umgehen konnte. Die Bekanntschaft mit Stephensen hatte sich ergeben, weil dieser im Hause eine Zeitlang als Logisgast gelebt hatte. Stephensen hatte Minna ursprünglich angebetet und idealisiert, war mit zunehmender Bekanntschaft jedoch von ihr enttäuscht gewesen und hatte ihr, obwohl er selbst ein weitaus wüsterer Schürzenjäger war, ihre lockere Moral übelgenommen. Nach Stephensens Abreise hatte sich zwischen ihnen aber eine bis in die Gegenwart bestehende enge Korrespondenz ergeben.
Kapitel 14–30. Harald macht Minna einen Heiratsantrag, den sie schließlich auch annimmt. Am Ende seiner Ferien reist Harald zurück nach Dresden, wo er Frau Jagemann aufsucht. Die Eindrücke, die Minnas Mutter auf ihn macht, irritieren ihn: Sie wirkt etwas verwahrlost und lässt deutlich Sympathien für Stephensen erkennen. In ihrer Wohnung hängen von diesem mehrere Arbeiten, darunter eine wenig inspirierte Pastellzeichnung von Minna.
Minna hatte Stephensen über ihre Verlobung mit Harald brieflich unterrichtet. Als sie dann ebenfalls nach Dresden zurückkehrt, berichtet sie Harald, dass Stephensen auf ihre Mitteilung sehr verletzt reagiert habe. Auch Stephensen reist an. Gemeinsam besuchen er, Harald und Minna den Zwinger, wobei sie zwar Höflichkeiten austauschen, Harald den anderen Mann aber als Rivalen empfindet und brennend eifersüchtig ist. Als Minna Harald anschließend drängt, mit ihr vor Stephensen zu fliehen und aus Dresden fortzureisen, redet er ihr, weil er den Ernst der Lage verkennt, diese Idee wieder aus.
Stephensen sucht nacheinander Vieraugengespräche mit Harald – dem er erklärt, dass Minna ihn, Stephensen, liebe und dass er darauf bestehe, dass Minna sich für einen von ihnen entscheiden müsse – und mit Minna, die über seine Forderung außer sich ist, denn wie immer sie sich entscheiden werde: Einen der beiden Männer werde sie unglücklich machen.
Kapitel 31–36. Unerwartet bietet sich Harald ein Ausweg: Sein Onkel, der in London eine Fabrik betreibt, besteht darauf, dass Harald sein Studium abbricht und umgehend anreist, um in der Fabrik eine Stellung anzutreten. Zuvor kommt es zu einem erneuten Zusammentreffen von Stephensen, Harald und Minna. Stephensen fertigt von Harald und von Minna Porträtzeichnungen an, die er Minna überlässt. Die Zeichnung, die sie selbst darstellt, möge sie, so schlägt Stephensen vor, demjenigen geben, der diese am nötigsten habe. Minna reist ab, um eine Kusine zu besuchen, die in der Meißener Region lebt. Von dort schickt sie Harald schließlich ihr Porträt zu und schreibt, dass sie sich für Stephensen entschieden habe.
In Begleitung von Immanuel sucht Harald ein weiteres Mal dessen Eltern, das Ehepaar Hertz auf, denn Herr Hertz liegt im Sterben. Haralds eifersüchtiger Verdacht, dass auch Immanuel ein Geheimnis mit Minna teilt, wird bestätigt, als der Freund ihm gesteht, er habe Minna einmal geliebt, sie habe seine Gefühle aber nicht erwidert.
Kapitel 37–42. Harald, der Minna nur auf Herrn Hertz’ Beerdigung noch einmal gesehen hatte, geht nach London. Vier Jahre später begegnet er dort per Zufall einem deutschen Musiker, den Minna einmal als denjenigen Mann erwähnt hatte, der sie als erster geküsst hatte. Als Harald erfährt, dass Stephensen und Minna geheiratet haben und eine Tochter, die in die Ehe geboren ist, das Kleinkindalter nicht überlebt hat, reist er nach Kopenhagen, um die geliebte Frau wiederzusehen. Er entdeckt sie und Stephensen im Café à Porta, wo die beiden sich in lockerer Künstlergesellschaft aufhalten, in der Minna sich offensichtlich unwohl fühlt.
Mit Erleichterung darüber im Herzen, dass Minnas Ehe greifbar unglücklich ist – er glaubt, sie jetzt zurückgewinnen zu können –, reist Harald nach St. Petersburg weiter, wo ihn Geschäfte erwarten. Auf dem Rückweg besucht er erst Immanuel, der inzwischen nicht nur verheiratet ist, sondern nach dem Vater auch noch seine Mutter verloren hat, und geht dann zur Wohnung von Frau Jagemann, die inzwischen aber ebenfalls verstorben ist. Als er danach, um die Erinnerungen an die Zeit mit Minna aufzufrischen, in Rathen die Sophienruhe aufsucht, hatte Minna denselben Gedanken, sodass sie sich nun unverhofft gegenüberstehen. Minna befindet sich freilich in Begleitung ihres Mannes.
Nach dem Besuch in Rathen fährt Minna allerdings nicht mit Stephensen nach Dresden zurück, sondern reist zum Sanatorium Pirna-Sonnenstein weiter, wo sie sich wegen ihrer Schwermut in ärztliche Behandlung begeben möchte. Harald kann Minna dort, weil alle Aufregung von ihr ferngehalten werden muss, nicht besuchen, erfährt vom Oberarzt aber, dass Minnas eigentliches Problem gar nicht die Seele, sondern ihr krankes Herz sei.
Harald reist nach Dresden, wo er im Schaufenster eines Antiquitätenhändlers zufällig die (misslungene) Pastellzeichnung entdeckt, die Stephensen in der ersten Zeit ihrer Bekanntschaft von Minna gefertigt hatte. Damit das schlechte Porträt keinen Unbefugten mehr vor Augen kommen kann, erwirbt er es und wirft es in die Elbe. Dann erreicht ihn ein Brief des Sonnensteiner Arztes: Minna ist an den Folgen eines Herzinfarkts verstorben.
In ihren letzten Lebenstagen hatte sie Harald einige Briefe geschrieben, die ihn erst jetzt erreichen. Sie bestätigt darin seine Vermutungen, dass die Ehe mit Stephenson unglücklich war, dass sie seine Freunde nicht mochte und dass sie, obwohl ihre Liebe längst abgekühlt war, wegen seiner Seitensprünge unerträglich an Eifersucht gelitten habe.

## Intertextualität
Der Roman ist reich an intertextuellen Bezügen. So verweist der Autor an der Stelle, wo Minna Harald ihr Porträt sendet, explizit auf William Shakespeares Kaufmann von Venedig (Kapitel 35). Mehrfach wird auf Gedichte von Heinrich Heine Bezug genommen. Weiterhin wird auf Richard Wagners Oper Die Walküre verwiesen: Minna vergleicht im letzten Kapitel ihre Ehe mit Stephensen mit der von Sieglinde und Hunding. Der deutsche Titel des Romans, Als ich zuerst sie sah, bezieht sich auf den Refrain „Siden ieg hinde først saa“ des dänischen Elverhøj-Volksliedes (Nr. 46B in Danmarks gamle Folkeviser [gesammelt von Svend Grundtvig]; Kapitel 42).

## Hintergrund

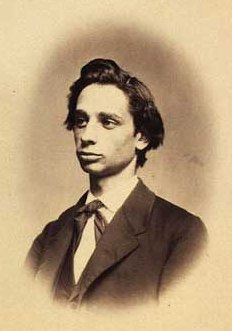
Fritz Bendix, das Vorbild für die Figur des Axel Stephensen

Das Werk wird als autobiografisch inspiriert eingestuft. Gjellerup hatte 1885 bis 1887 in Dresden gelebt und 1887 die gebürtige Dresdnerin Eugenia Bendix, geb. Heusinger (1852–1940) geheiratet, die vorher mit dem dänischen Cellisten und Komponisten Fritz Bendix (1847–1914) verheiratet gewesen und von ihm geschieden worden war. Aus Eugenias erster Ehe waren drei Kinder hervorgegangen.

## Ausgaben (Auswahl)
Dänische Originalausgaben
- Minna. P. G. Philipsen, Kopenhagen 1889.
- Minna. Lindhardt og Ringhof, Kopenhagen 2017, ISBN 978-87-11-59651-7.

Deutsche Fassungen
- Seit ich zuerst sie sah. Schuster & Loeffler, Berlin, Leipzig 1897 (Übersetzung von Ernst Brausewetter).
- Seit ich zuerst sie sah. Quelle & Meyer, Leipzig 1918 (Übersetzung von Margarethe Böttger).
- Seit ich zuerst sie sah. Edition Holzinger, Berlin 2019, ISBN 978-1-69915-140-2.

In weiteren Sprachen
- Minna. W. Heineman, London 1913 (ins Englische übertragen von C. L. Nielsen).
- Minna. Ahlén & Åkerlunds förlag, Stockholm 1925 (schwedische Übersetzung).
- Minna. Ed. Rombaldi, Paris 1961 (französische Übersetzung).
- Minna. Delta, Rio de Janeiro 1963 (portugiesische Übersetzung).
- 明娜/Mingna. 遠景出版事業公司/Yuan jing chu ban shi ye gong si, Taipeh 1982 (chinesische Übersetzung).